# Threadripper
Threadripper, o Ryzen Threadripper, és una marca de microprocessadors HEDT ( d'escriptori d'alta gamma) multinucli x86-64 dissenyats i comercialitzats per Advanced Micro Devices (AMD), i basats en la microarquitectura Zen. Consta d'unitats centrals de processament (CPU) comercialitzades per als segments convencionals i d'estacions de treball, i com a tals ve en dues línies, Threadripper i Threadripper PRO respectivament.

## Rerefons
Threadripper, que està pensat per a ordinadors de sobretaula i estacions de treball d'alta gamma (HEDT), no es va desenvolupar com a part d'un pla de negoci o d'una guia específica. En canvi, un petit equip dins d'AMD va veure l'oportunitat de donar a AMD el lideratge en el rendiment de la CPU dels ordinadors de sobretaula. Després que es fessin alguns progressos en el seu temps lliure, el projecte va rebre llum verda i es va incloure en una guia oficial el 2016.

## Característiques
Els xips Threadripper tenen un nombre de nuclis més elevat, requisits d'energia més elevats, admeten una memòria més ràpida i més oportunitats d'expansió. Els pipelines del nucli Zen 4 utilitzen un procés de 5 nm d'avantguarda d'alta densitat, que permet memòries cau d'instruccions i dades més grans, aprofundint els buffers i les cues.
Aquests xips utilitzen sòcols més grans com ara TR4, sTRX4, sWRX8 i sTR5, que admeten canals de memòria addicionals i carrils PCI Express. En comparació amb les CPU que no són HEDT:
- Nombre de nuclis més alt (fins a 96 nuclis)
- Major consum d'energia
- Canals de memòria addicionals
- Augment de la capacitat de la RAM
- Més carrils PCIe

### Threadripper PRO
La línia Threadripper PRO va debutar amb la sèrie 3000 per a estacions de treball i afegeix compatibilitat amb una major capacitat de RAM (2 TB vs 1 TB) i canals de memòria (vuit canals vs quatre canals) en comparació amb el Threadripper normal. Està dirigida al mercat d'estacions de treball.

## Llista de processadors Ryzen Threadripper

### Escriptori
Whitehaven (sèrie Threadripper 1000, basada en Zen)
Colfax (sèrie Threadripper 2000, basat en Zen+)
Castle Peak (sèrie Threadripper 3000, basat en Zen 2)
Chagall (sèrie Threadripper 5000, basat en Zen 3)
Storm Peak (sèrie Threadripper 7000, basat en Zen 4)
Shimada Peak (sèrie Threadripper 9000, basada en Zen 5)